# 베르함푸르

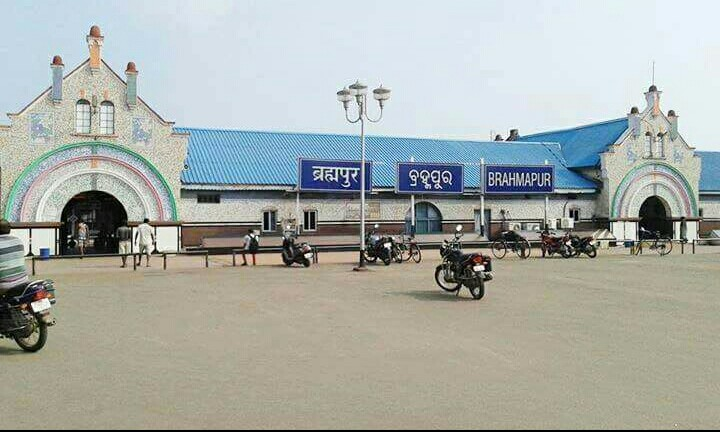
베르함푸르 역

베르함푸르(힌디어: ब्रह्मपुर, 영어: Berhampur)는 인도 오디샤주 간잠구의 동인도 해안선에 위치한 도시이다.

## 어원학
도시의 이름은 주요 도시에서 4km 떨어진 라티의 한 사원에서 숭배되는 브라흐메스와라 경의 이름에서 유래되었다고 한다.

## 역사
루시쿠야 강둑의 베르함푸르에서 35km 떨어진 곳에 있는 조가다는 기원전 3세기부터 기원후 7세기까지 존재했던 고대 요새이자 도시였다. 이 시기 이전과 이후의 존재도 배제할 수 없다. 사마파라고도 불리는 이곳은 다울리와 함께 마우리아 제국의 지방 본부였으며, 두 곳에서 발견된 칙령들을 보면 알 수 있다. 그 장소와 문명에 대한 구체적인 역사는 마우리아 왕조와 요새가 묻힌 이후 존재하지 않는다.
부디 타쿠라니 숭배는 1672년경 베르함푸르 마을의 출현과 함께 시작되었다. 마후리의 라자 사헵의 초대로 마후리에 온 텔루구 렝가야트 데라(방직공) 공동체는 그의 수도 베르함푸르에서 마하마예 타쿠라니의 신성을 강조하기 위해 가타 야트라(솥 축제)를 시작했다. 데라 공동체의 우두머리인 코타 찬드라마니 쿠베라 세나파티는 그의 공동체 사람들을 마후리와 베르함푸르로 이주하도록 이끌었고, 그들은 그들의 세습적인 직업인 투사르 비단 제품 또는 파타 마타에 정착했다. 가타 야트라는 타쿠라니를 숭배하는 전통을 강조하기 위한 목적과 비단 제품의 판매 촉진을 위한 플랫폼으로 사용하기 위한 목적으로 시작되었다.
1923년 4월 베르함푸르에서 칼파타루 다스 의장 주재로 '우칼 연합 회의'가 열렸다. 많은 국회의원들이 이 행사에 참여했다. 그들은 한 정부 하에서 오디아 지역의 합병에 대한 주요 생각을 지지했지만, 목적을 달성하기 위해 취해야 할 조치의 방향에 대해서는 서로 달랐다.
1936년 4월 1일 간잠구 및 기타 남부 오디샤 지역과 함께 마드라스구에서 분할된 오디아어 사용 지역의 합병으로 마침내 오디샤주의 일부가 되었다.

## 출신 유명인
- 바라하기리 벵카타 기리
- 셀리나 제이틀리
- 와히다 레흐만